# 인피니틀리 폴라 베어
《인피니틀리 폴라 베어》(영어: Infinitely Polar Bear)는 미국에서 제작된 마이아 포브스 감독의 2014년 코미디 드라마 영화이다. 마크 러펄로, 조이 살다나 등이 출연하였고, 월리스 월로다스키 등이 제작에 참여하였다. 이 영화는 제30회 선댄스 영화제에서 2014년 1월 18일 전 세계 최초로 상영되었다. 2015년 6월 19일 미국에서 소니 픽처스 클래식스에 의해 개봉되었다.

## 출연
- 마크 러펄로 - 캠 스튜어트 역
- 조이 살다나 - 매기 스튜어트 역
- 이머전 월로다스키 - 어밀리아 스튜어트 역
- 애슐리 오프더하이드 - 페이스 스튜어트 역
- 키어 둘레이 - 머리 스튜어트 역
- 베스 딕슨 - 폴린 스튜어트 역
- 뮤리얼 굴드 - 가가 역
- 폴 일라이어스 - 딕 역
- 스콧 밀든홀 - 그리즐리 역

## 기타 제작진
- 세트: 제니퍼 엥걸
- 의상: 카시아 발리츠카 마이모네